# Лукачовце
Лукачовце (словац. Lukačovce) — село в Словаччині, Гуменському окрузі Пряшівського краю. Розташоване в північно-східній частині Словаччини в південній частині Низьких Бескидів в долині Ольки.
Уперше згадується у 1543 році.
У селі є римо-католицький костел з 1765 року в стилі пізнього бароко, у другій половині 19 століття перебудований в стилі класицизму.

## Населення
| Рік:            | 1993 | 2003    | 2013    | 2023    |
| --------------- | ---- | ------- | ------- | ------- |
| Кількість осіб: | 513  | 505     | 466     | 450     |
| Різниця:        |      | -1,55 % | -7,72 % | -3,43 % |

| Рік:            | 2022 | 2023    |
| --------------- | ---- | ------- |
| Кількість осіб: | 459  | 450     |
| Різниця:        |      | -1,96 % |

У селі проживає 480 осіб.
Національний склад населення (за даними останнього перепису населення — 2001 року):
- словаки — 98,08 %,
- українці — 0,58 %,
- поляки — 0,19 %,
- русини — 0,19 %,
- угорці — 0,19 %.

Склад населення за приналежністю до релігії станом на 2001 рік:
- римо-католики — 97,12 %,
- греко-католики — 1,54 %,
- православні — 0,77 %,
- не вважають себе вірянами або не належать до жодної вищезгаданої конфесії — 0,57 %.